# Aeroportul Cangamba
Aeroportul Cangamba (IATA: CNZ) este un aeroport din Provincia Moxico, Angola.
Situat la o altitudine de 1.187 m, aeroportul dispune de o singură pistă.